# Carlos Rosa
Carlos Rosa Mayi (né le 21 septembre 1984 à San Francisco de Macorís en République dominicaine) est un joueur dominicain de baseball.
Il évolue comme lanceur de relève en Ligue majeure de baseball pour les Royals de Kansas City en 2008 et 2009, puis pour les Diamondbacks de l'Arizona en 2010. De 2011 à 2015, il joue au Japon pour les Chiba Lotte Marines de la Ligue Pacifique.

## Carrière
Carlos Rosa rejoint l'organisation des Royals de Kansas City comme agent libre le 29 novembre 2001. Il passe quatre saisons et demie en Ligues mineures avec les GCL Royals (2002, R), Royals de l'Arizona (2004, R), Bees de Burlington (2004 et 2006, A), High Desert Mavericks (2006, A+), Blue Rocks de Wilmington (2007, A+), Wranglers de Wichita (2007, AA) Northwest Arkansas Naturals (2008, AA) et Royals d'Omaha (2008, AAA).
Il fait ses débuts en Ligue majeure le 14 juin 2008. Avec seulement deux matchs joués en 2008 et sept en 2009 en MLB, Carlos Rosa évolue principalement en Triple-A avec les Royals d'Omaha. Durant l'hiver 2009-2010, il joue en Ligue dominicaine de baseball hivernal avec les Gigantes del Cibao.
Rosa est échangé aux Diamondbacks de l'Arizona le 1er mai 2010 contre Rey Navarro. Il y termine la saison 2010 avec aucune victoire, deux défaites et une moyenne de points mérités de 4,50 en 22 sorties en relève.
Il est libéré de son contrat par les Diamondbacks le 29 mars 2011.
Il rejoint en avril 2011 les Chiba Lotte Marines, au Japon.

## Statistiques
En saison régulière
| Statistiques de lanceur |             |   |    |    |     |   |   |    |      |    |      |
| Saison                  | Équipe      | G | GS | CG | SHO | V | D | SV | IP   | SO | ERA  |
| 2008                    | Kansas City | 2 | 0  | 0  | 0   | 0 | 0 | 0  | 3.1  | 3  | 2,70 |
| 2009                    | Kansas City | 7 | 0  | 0  | 0   | 0 | 0 | 0  | 10.2 | 4  | 3,38 |
| Totaux                  |             | 9 | 0  | 0  | 0   | 0 | 0 | 0  | 14.0 | 7  | 3,21 |

Note: G = Matches joués ; GS = Matches comme lanceur partant ; CG = Matches complets ; SHO = Blanchissages ; 
V = Victoires ; D = Défaites ; SV = Sauvetages ; IP = Manches lancées ; SO = retraits sur des prises ; ERA = Moyenne de points mérités.